# Museo Etnográfico (Budapest)
El Museo Etnográfico (en húngaro: Néprajzi Múzeum) es un museo nacional en Budapest, Hungría.

## Historia
Fue fundado como Departamento Etnográfico del Museo Nacional Húngaro en 1872; la institución recibió su primer hogar independiente en 1892, en el edificio neorrenacentista Várkert Bazár, cerca del Distrito del Castillo de Budapest. Sin embargo, un año después, las condiciones inadecuadas la obligaron a mudarse a un edificio de apartamentos en la calle Csillag. Fue en este lugar donde, en 1896, nació su primera exposición permanente al trasladarse al entonces vacío Salón de la Industria dentro de Exposición del Milenio, pero una tormenta dañó la colección en 1924 y se buscó una nueva ubicación, esta vez sería el edificio vacío de una escuela secundaria en la calle Könyves Kálmán en el barrio Tisztviselőtelep de Budapest.

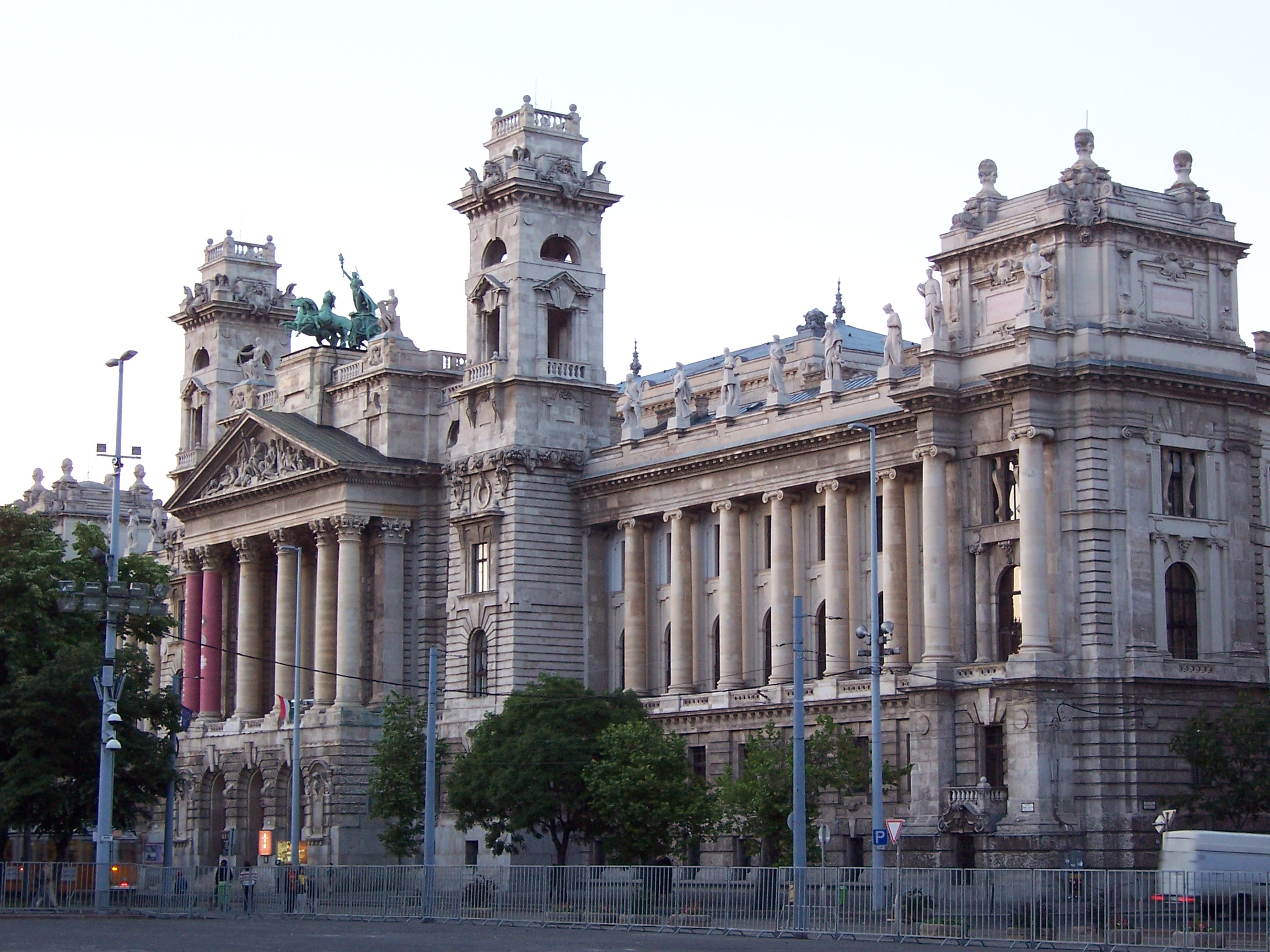
El antiguo edificio del Museo Etnográfico frente al Parlamento de Hungría

En 1929, el museo volvió a abrir sus puertas, sus colecciones extraordinariamente diversas y coloridas sobre el folclore húngaro y las culturas del mundo se muestran en treinta de las salas de la escuela. Décadas más tarde, en 1975, el museo se trasladó a la palaciega Sala de Justicia frente al edificio del Parlamento de Hungría.
El nuevo hogar del Museo de Etnografía se construyó en el Parque de la Ciudad, uno de los espacios verdes más antiguos de Budapest, según los diseños de Napur Architect Ltd. El nuevo edificio se inauguró en mayo de 2022 y tiene un área de 34,000 m².

## Arquitectura

El nuevo edificio

El diseño del museo es obra de la empresa Napur Architect Ltd y el proyecto fue liderado por el arquitecto Marcel Ferencz.
El edificio tiene un total de 34,000 m². En la planta baja el museo se divide en dos partes que hacen una forma curva que terminan en un monumento de 1956. Cada ala tiene una función específica, una es para el público: salón de eventos, tienda de regalos, restaurantes, salones de clase; y otra para profesionales: biblioteca, archivo y oficinas del museo.
El museo tiene un jardín en el techo de 7,300 m²

## Colección
El museo tiene cinco colecciones locales: objetos rituales, agricultura, objetos domésticos, tecnología y  textiles; y una gran colección internacional que se divide en las de Oceanía, Indonesia, Europa, Asia, América y África. En total, cuenta con más de 225,000 objetos.